# Juaninacka
Juaninacka   (Campdevànol, 31 de maig de 1978) és un cantant espanyol de música rap nascut a Catalunya i criat a Coria del Río, a la província de Sevilla. És conegut per ser membre del grup La Alta Escuela.

## Trajectòria
Juaninacka va començar la seva carrera musical el 1998, al costat de Tote King, Juanma, El Tralla i Dj Randy, amb qui va formar La Alta Escuela. Més endavant, el grup es van dissoldre i van continuar les seves carreres per separat.
El seu primer àlbum en solitari és del 2003, un EP amb el segell Fiebre Records. Un any més tard va gravar el seu primer àlbum. El 2005 va participar en el documental Sevilla City, de Juan José Ponce, al costat d'artistes com Tote King, SFDK i Dogma Crew, en el qual es mostra el seu dia a dia desmitificant la imatge més estesa que es té sobre el món del hip hop.
L'any 2009, Juaninacka i Dj Makei van publicar una mixtape titulada Canciones de ahora y siempre. El mateix any, amb motiu dels seus 10 anys de carrera musical, va penjar en diverses pàgines web l'anomenada «Discografía incompleta», on hi ha tots els seus treballs realitzats fins aleshores.

## Discografia

### En solitari
- Promo 2002 (maqueta, 2002)
- Versión EP (EP) (Fiebre Records, 2003)
- Caleidoscopio (LP) (Fiebre Records, 2004)
- El hombre (maxi. Fiebre Records, 2005)
- Luces de neón (LP) (Fiebre Records, 2006)
- 41100 Rock (LP) (Boa Music, 2009)
- Hellboyz (LP) (2011)
- M.I.L.F. (maxi, 2013)
- Éxodo (LP) (2015)
- Del amor y otros vicios (LP) (2017)
- Caballo negro. (2019)[7]
- Notas de audio (2021)[2]

### Amb La Alta Escuela
- En pie de vuelo (LP) (Flow Records, 1999)

### Amb Billy el Niño y Don Dinero
- Otra historia de Coria... (Maxi) (Flow Records, 2000)

### Amb Dj Makei i All Day Green
- Good Música (mixtape, 2007)

### Amb Dj Makei
- Canciones de Ahora y Siempre (mixtape, 2010)